# Felícula
Felícula fue una mártir y santa católica, probablemente del siglo IV, cuyas reliquias fueron dadas por el papa Gregorio I al obispo Juan de Ravena alrededor del año 592. La santa es mencionada en el Martirologio Romano bajo la fecha de 13 de junio: "A siete millas de la ciudad de Roma por la Vía Ardeatina, Santa Felícula, mártir".
Al contrario, la narración legendaria de las Actas de los santos Nereo y Aquileo, obra anónima del siglo V o VI, cuenta de una Felícula hermana de Santa Petronila. Esta fue arrestada después de que se negara a casarse con un oficial romano. Después de la muerte de Petronila, Felícula no tuvo ni comida ni bebida durante su tiempo de presidio. Fue lanzada al alcantarillado donde moriría. San Nicomedes recuperó su cuerpo.

## Veneración
Las reliquias de la santa son veneradas desde el 1112 en el presbiterio Benedetto, junto a las del mártir Gordiano, y fueron trasladadas a la basílica de San Lorenzo in Lucina en Roma. En 1605 su cuerpo fue encontrado nuevamente, cuando se creía perdido, siendo enterrada en el altar mayor. 